# Chris David (Tonmeister)
Chris David (* 4. Juni 1953 in London, England) ist ein britischer Tonmeister.

## Leben
David begann seine Karriere Anfang der 1980er Jahre als Dolby-Stereo-Berater, unter anderem bei Fellinis Schiff der Träume und David Leans Reise nach Indien. Ab 1990 arbeitete er als Mischtonmeister, sein erster Film in dieser Funktion war Predator 2. 1995 war er für Legenden der Leidenschaft gemeinsam mit Paul Massey, David E. Campbell und Douglas Ganton für den Oscar in der Kategorie Bester Ton nominiert. Er arbeitete 2008 an Sylvester Stallones John Rambo und wirkte in der Folge an den drei Filmen aus der The-Expendables-Serie mit.
Neben seiner Arbeit an Filmproduktionen war David auch für das Fernsehen tätig, so wirkte er unter anderem an 17 Folgen der Fernsehserie L.A. Law – Staranwälte, Tricks, Prozesse und 10 Folgen von Scream mit. Für seine Mitarbeit an dem Katastrophenfilm Category 7 – Das Ende der Welt von Regisseur Dick Lowry war er 2006 für den C.A.S. Award nominiert.

## Filmografie (Auswahl)
- 1983: Fellinis Schiff der Träume (E la nave va)
- 1984: Reise nach Indien (A Passage to India)
- 1992: Buffy – Der Vampir-Killer (Buffy the Vampire Slayer)
- 1995: Legenden der Leidenschaft (Legends of the Fall)
- 1995: Während Du schliefst (While You Were Sleeping)
- 1997: Im Körper des Feindes (Face/Off)
- 1999: Eine Nacht in New York ( 200 Cigarettes)
- 2001: Donnie Darko
- 2003: Abgezockt! (Scorched)
- 2006: Idiocracy
- 2008: John Rambo (Rambo)
- 2010: The Expendables
- 2011: The Mechanic
- 2013: Olympus Has Fallen – Die Welt in Gefahr (Olympus Has Fallen)
- 2016: London Has Fallen

## Auszeichnungen
- 1995: Oscar-Nominierung in der Kategorie Bester Ton für Legenden der Leidenschaft